# 万全乡
万全乡是中国福建省三明市将乐县下辖的一个乡。

## 行政区划
下辖以下地区：
万全村、常安村、杏溪村、良地村、竹舟村、阳源村、上华村、陇源村和高坪村。

## 中国传统村落
2012年，良地村被评为首批“中国传统村落”。